# Діана Шошоаке
Діана Йованович-Шошоаке (рум. Diana Iovanovici-Șoșoacă; нар. 13 листопада 1975, Бухарест, Соціалістична Республіка Румунія) — румунська проросійська ультраправа політична діячка. Член Сенату Румунії з 21 грудня 2020 року. Лідер SOS Romania, невеликої ультранаціоналістичної євроскептичної опозиційної партії.

## Біографія
Народилась 13 листопада 1975 року в місті Бухарест, Румунія. По лінії тата походить з міста Скоп'є Північної Македонія.[джерело?]
Закінчила Румуно-Американський університет в Бухаресті, отримала ступінь магістра з права.[джерело?]
Займала посаду радника міністра торгівлі Еуджена Діймереску.[джерело?]
Навесні 2022 року вона була серед чотирьох румунських парламентаріїв, які зустрілися з послом Росії Валерієм Кузьміним, щоб обговорити можливості нейтральної позиції Румунії щодо війни в Україні.
22 березня 2023 року внесла законопроєкт про зміни до закону Румунії від 1997 року[якого?], де закликала анексувати Чернівецьку область, Буджак (Одеська область), Марморощину та острів Зміїний. Окрім того сенатор Шошоаке піддала критиці Закон України «Про національні меншини (спільноти) України», обумовивши це тим що він не був направлений до Венеційської комісії, хоча це була одна з умов Європейського Союзу при його ухваленні «Україна повністю дискваліфікувала себе, і це момент, коли міжнародна громадськість також повинна усвідомити, що Україна не заслуговує на надану їй підтримку, тому що вона є нащадком нацистської імперії, а Зеленський не може бути кимось іншим, як Гітлером», — зазначила Шошоаке.
10 жовтня 2023 року в Румунії скасували виступ Зеленського у парламенті через Діану Шошоаке, яка погрожувала зірвати виступ. Вона планувала прийти до парламенту з картою Великої Румунії.
У жовтні 2024 року Верховний суд Румунії виключив Шошоаке з кандидатів у президенти.

## Особисте життя
Чоловік Дімітру-Сільвестру Шошоаке, разом виховують двоє дітей, раніше двічі одружена.[джерело?]